# BAC TSR-2
BAC TSR-2
イギリス空軍博物館 コスフォード館にてハンガーから一時的に出された状態のTSR-2
- 用途：試作機
- 分類：爆撃機
- 製造者：BAC
- 運用者：イギリス空軍
- 初飛行：1964年9月27日
- 生産数：3機
- 運用状況：開発中止

BAC TSR-2（British Aircraft Corporation TSR-2 , TSR.2とも）は、1960年代にイギリスで試作された爆撃機である。性能は良好であったが、開発は中止され、量産はされなかった。

## 開発
TSR-2の開発は、1956年にキャンベラの後継機を求めたイギリス空軍（RAF）の超音速侵攻偵察攻撃機計画 OR.339により始まった。要求された性能は、全天候性能をはじめ、不整地からの短距離離着陸（STOL）を行い、低空を超音速で侵攻し、1,850 km以上を無給油で飛行する核兵器搭載可能な爆撃機という、極めて野心的過大なものであった。
この計画にイギリス国内の航空機メーカー各社が設計案を提出し、最終的にヴィッカーズ社とイングリッシュ・エレクトリックの合同計画案が採用され1957年に本格的な開発が開始された。1957年春に公表された保守党政権のダンカン・サンズ国防相による防衛白書ではミサイル万能論を背景とした長距離爆撃機、戦闘機の新規開発の終了、それぞれ弾道ミサイル、迎撃ミサイルによって置き換えを志向しており当時開発中だった軍用機は大半が中止された。

## 設計
機体の特徴としては、翼端に下反角を持つ主翼、全浮動式の水平尾翼と垂直尾翼を持っていた。だが、過酷な要求を克服するために高度な地形追従レーダーや各種の新素材（具体例としてはアルミ・リチウム合金 (Aluminium–lithium alloy) のX2020）などといった数々の新機軸を用いたため開発は難航し、開発費も当初の予算を超過してしまった。

### エンジン
エンジンは、ブリストル・エンジン製のオリンパス22R（Mk.320） を2基装備する。
オリンパス22Rはリヒート付きの二軸式ターボジェットエンジンであり、推力はアフターバーナー不使用時の最大推力が9,980kgf、アフターバーナー使用時の最大推力が13,985kgfである。
エンジン用のインテークは胴体左右に半円形のものが設置されており、半円錐形のショックコーンが設置されている。

## 初飛行と開発の中止
TSR-2は1964年9月27日に初飛行し、その後、半年ほど試験飛行を続けた。良好な性能を示したが、予算の超過を非難する労働党が政権の座に就き、開発は1965年4月に中止された。試作機の飛行も禁止となり、開発研究機材は全て廃棄されてしまった。この計画中止に到るプロセスには不明な点が多く、色々な陰謀説が存在している。
TSR-2の開発が中止されたため、イギリス空軍は代替機としてF-111Kの導入を望んだが、これも予算が下りず中止された。最終的にTSR-2の代替機としては、イギリス海軍で空母全廃が決定されたことでお役御免となりつつあった艦上攻撃機のブラックバーン バッカニアが担うこととなり、改修の上海軍から移管される形で導入された。

## 残存機
TSR-2は、イギリス空軍博物館コスフォード館と、ダックスフォード帝国戦争博物館に1機ずつ保管されている。

## 要目
- 全長：26.21 m
- 全幅：11.32 m
- 全高：7.13 m
- 自重：20,300 kg
- 全備重量：43,559 kg
- エンジン：ブリストル・シドレー オリンパス B.O1.22R（Mk320） ターボジェット ×2
- 推力（A/B ON）：13,600 kgf（13,897 kg） ×2
- 最高速度：マッハ2.1
- 実用上昇限度：16,470 m
- 航続距離：2,774 km
- 武装：核爆弾・通常爆弾など最大5,400 kg
- 乗員：2名